# Križna Gora (Škofja Loka, Slovenija)
Križna Gora je naselje u slovenskoj Općini Škofji Loki. Križna Gora se nalazi u pokrajini Gorenjskoj i statističkoj regiji Gorenjskoj. 

## Stanovništvo
Prema popisu stanovništva iz 2002. godine naselje je imalo 102 stanovnika.